# Военная литература (сайт)
«Военная литература» (Милитера) — один из самых крупных военно-исторических ресурсов на русском языке, некоммерческий проект, созданный для интересующихся литературными источниками на военную тематику. Существует с 2001 года как отдельный проект Библиотеки Максима Мошкова.

## Общая информация
Электронный библиотечный проект «Военная литература» собрал в себе множество текстов, имеющих отношение к военной истории и истории войн, и постоянно пополняется новыми материалами. Среди источников — первоисточники, архивные материалы, мемуары, исследования, проза и поэзия, биографические работы, пропагандистские материалы, статьи, книги по истории техники и оружия, уставы и наставления и другие. Все книги и документы публикуются с указанием источника, в большинстве текстов сохраняется разбиение на страницы, как в исходнике, что является удобным при использовании их в работе.

## Цели и задачи проекта
Как отмечает писатель В. А. Давыдов, первоисточники для историка очень важны. В советский период они были доступны не всем. Сейчас с архивами куда проще. Но всё равно это трата времени и сил, и чем больше людей тратятся на добывание одного и того же документа, тем бессмысленнее эта трата. Поэтому и существует проект «Милитера».

## Библиотека
На сайте представлено собрание текстов, имеющих отношение к военной истории и истории войн. К ним относятся различные первоисточники, архивные документы, мемуары, исследования, проза и поэзия, биографические работы, пропагандистские материалы, статьи, книги по истории техники и оружия, уставы и наставления и другое. В основном представлены тексты о периоде Второй мировой войны.
Тексты публикуются с указанием источников, сохраняются примечания и ссылки, по возможности сохраняется пагинация (разбиение на страницы). Поэтому имеется возможность их использовать при написании учебных и исследовательских работ, приводя ссылки с «точностью» до номера страницы.
Материалы на Милитере структурированы по нескольким разделам. В «Первоисточниках» размещаются сборники документов, протоколы и стенограммы. В ближайшем будущем создатель проекта (О. Рубецкий) планирует публиковать на сайте собрания сочинений государственных деятелей.

## Популярность проекта среди специалистов
Индекс цитирования Яндекса: 2900, Google PageRank: 6. Упоминается в каталогах электронных библиотек, представленных на сайтах различных государственных и коммерческих образовательных учреждений.
Максим Мошков сделал следующий рейтинг сайтов военной тематики русскоязычного интернета:

Сайтов довольно много, интересных и хорошо сделанных — ВИФ2, «Десантура», «Генштаб», «Солдат удачи» и десятки других. Самый-самый, на мой взгляд — «Милитера» Олега Рубиса — содержит библиотеку с огромным количеством оцифрованной литературы по прошедшим войнам. Рекомендую всем, кто хоть немного интересуется военной тематикой.— М. Е. Мошков
Как отмечает А. А. Вассерман, на форуме сайта «Милитера» найдётся множество интересных обсуждений исторических документов и мемуаров, выложенных в библиотеке сайта.
В частности, на информацию с сайта Милитера ссылается в своём труде американский историк, доцент колорадского университета, Дэвид Шнеер.